# Simeó de Trèveris
Simeó de Trèveris, o Simeó de Siracusa o del Mont Sinaí (Siracusa, Sicília, segona meitat del s. X - Trèveris, Alemanya, 1035) va ésser un eremita. És venerat com a sant per l'Església catòlica.

## Biografia
Havia nascut a Siracusa, de pare grec i mare calabresa. El seu pare, soldat, el dugué a Constantinoble quan tenia set anys i hi va aprendre a llegir i escriure. Simeó, en comptes de seguir la carrera militar, va voler fer vida religiosa i anà com a pelegrí a la basílica del Sant Sepulcre de Jerusalem. Durant set anys va fer de guia a altres pelegrins, portant-los als llocs sagrats de Terra Santa; cansat d'aquesta vida, es retirà a fer vida eremítica, volent viure reclòs i aïllat del món. Havia sentit d'un home, tingut per sant, que vivia tancat en una torre a la riba del riu Jordà i anà amb ell, a servir-lo: vivia a la planta baixa de la torre i aprenia com viure reclòs. La lectura de les vides dels Pares del desert, les Vitas patrum, li van fer adonar que per poder viure reclòs, abans hauria de viure un temps en una comunitat monàstica, i ingressà com a monjo en Santa Maria de Betlem, on fou diaca durant dos anys, marxant després al monestir de Santa Caterina del Sinaí, on va viure alguns anys.
Va obtenir el permís de l'abat per marxar i anà a viure com a eremita en una cova vora del Mar Roig: cada diumenge, un monjo del monestir li portava pa. Passats dos anys, tornà al monestir, ja que la vida solitària no era possible pels mariners que sovint passaven pel lloc on era. Va restaurar, encarregat per l'abat, un petit monestir en ruïnes al cim del Mont Sinaí, però en comptes de tornar al monestir, va anar al desert a viure com a ermità. L'abat el trobà i l'envià a recollir almoines a les terres de Ricard II de Normandia. Simeó obeí, però de camí, al Nil, el vaixell va ésser assaltat per pirates; va poder escapar tirant-se a l'aigua. Va arribar fins al Principat d'Antioquia, on trobà l'abat Ricard de Verdun amb un grup de pelegrins que tornava de Jerusalem; era el 1026.

### Simeó a Europa
Simeó s'uní al grup i arribaren a Belgrad; d'allí anaren a Roma i de Roma a França. Simeó anà fins a Rouen, però quan arribà a les terres de Ricard II de Normandia, aquest acabava de morir. Mentrestant, Poppus, arquebisbe de Trèveris (1016-47), estava preparant un pelegrinatge a Jerusalem i, en sentir que Simeó venia d'allí, el convidà a acompanyar-lo. Hi anaren el 1028 i en tornar, en 1030, Simeó demanà a l'arquebisbe si podria viure reclòs a la porta romana de la ciutat de Trèveris, la Porta Nigra; Poppus accedí i Simeó es tancà en una cel·la en la part alta de la torre de la porta, "mort i enterrat per al món".
Poc després, una inundació va assolar la ciutat i la rodalia; la gent va pensar que Simeó era un bruixot i n'era el culpable: van arribar a la Porta Nigra i hi llençaren pedres, trencant-ne les finestres. Simeó no sortí i continuà amb la pregària i el dejuni continus. Finalment, va morir l'1 de juny de 1035.

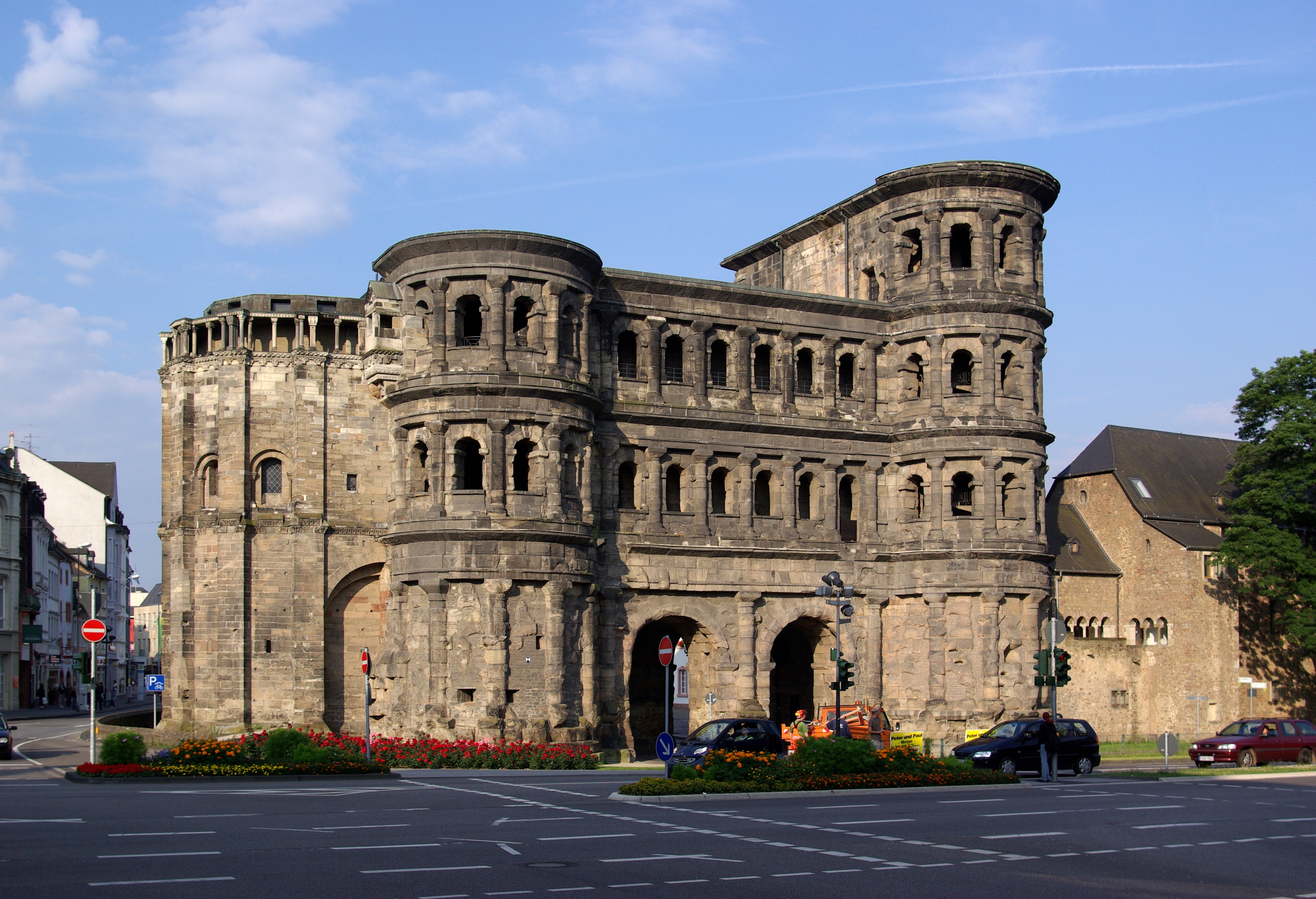
La Porta Nigra en l'actualitat
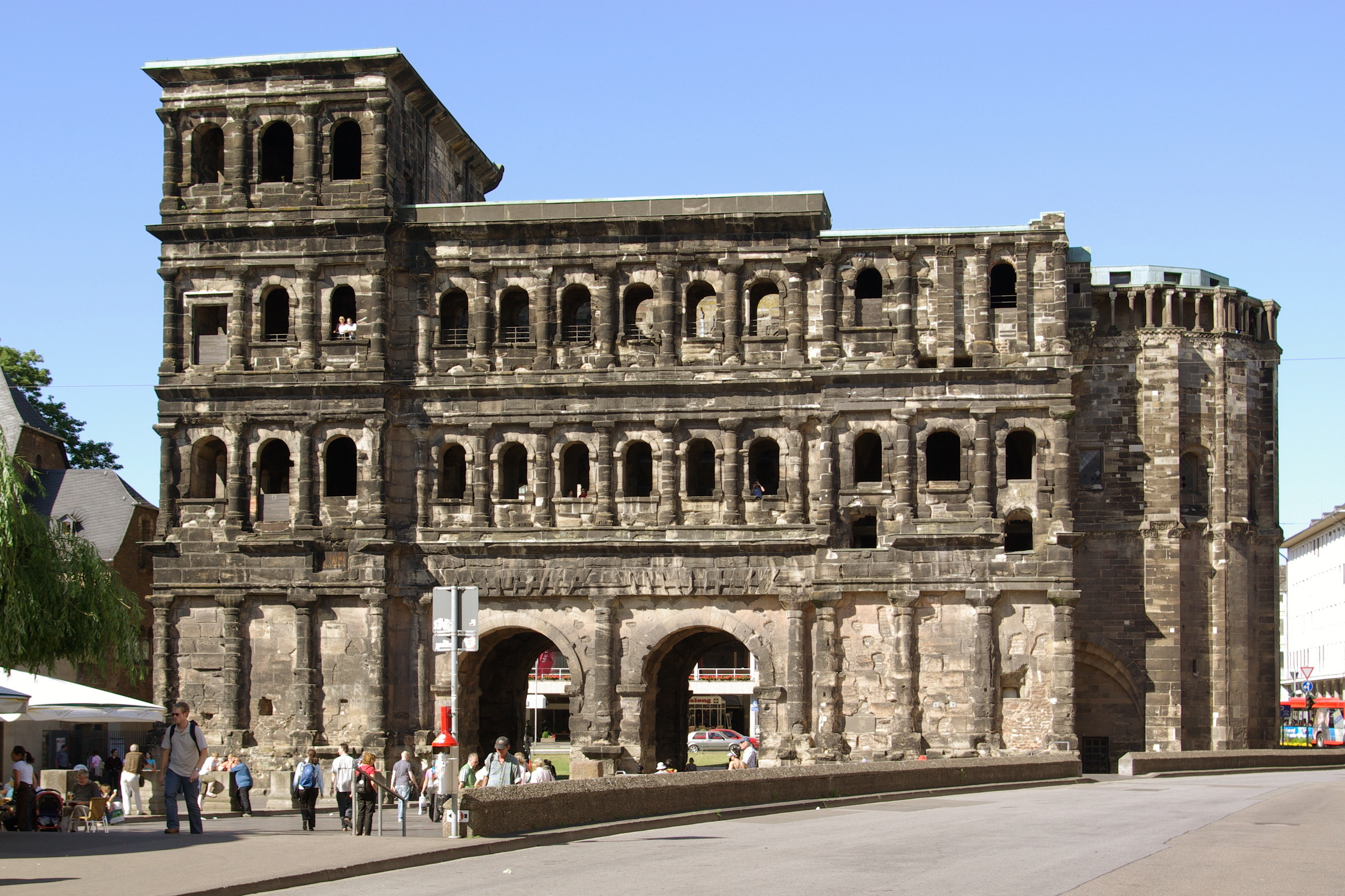
Costat sud de la Porta Nigra
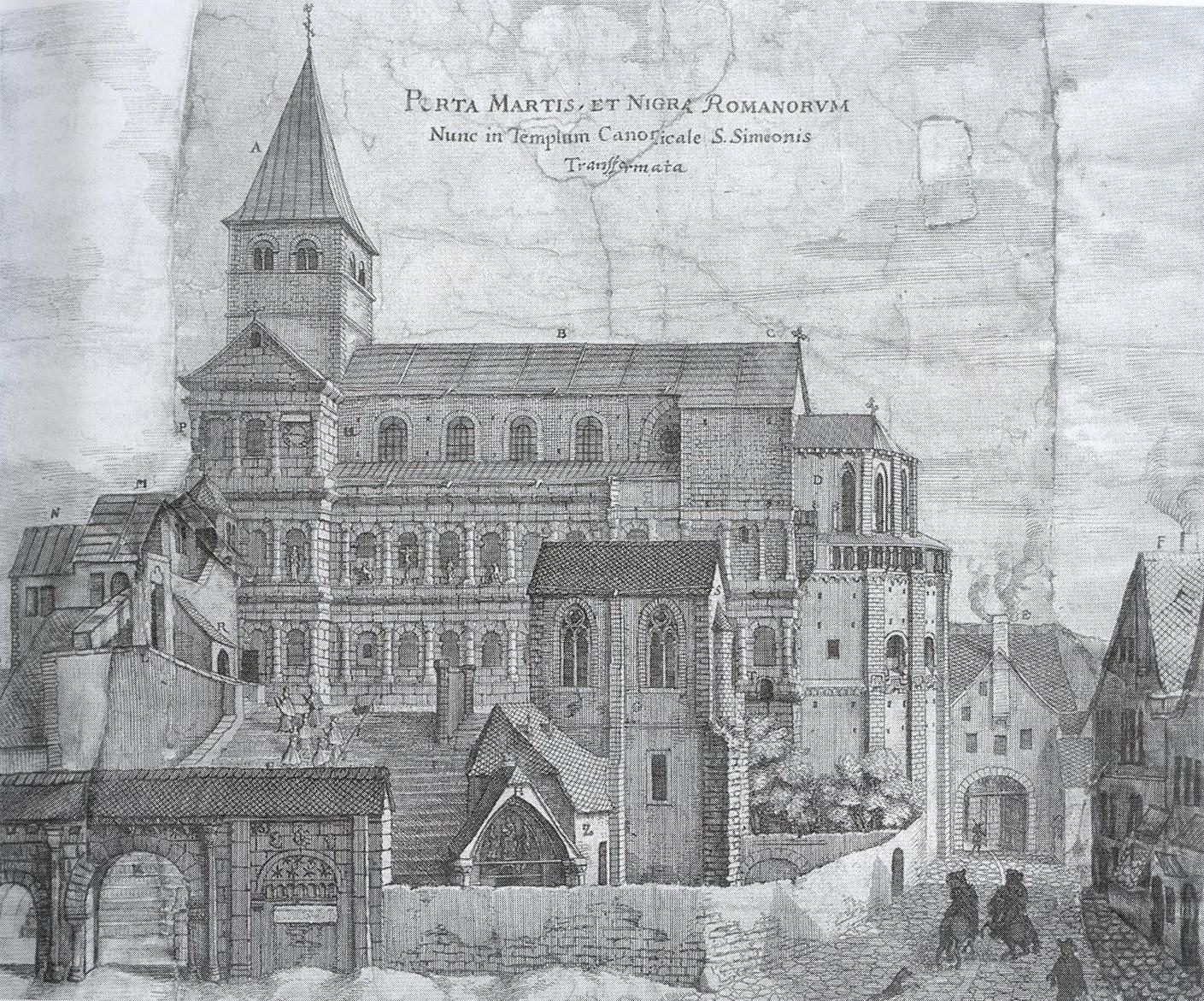
El Simeonstift en un gravat de Caspar Merian, 1670
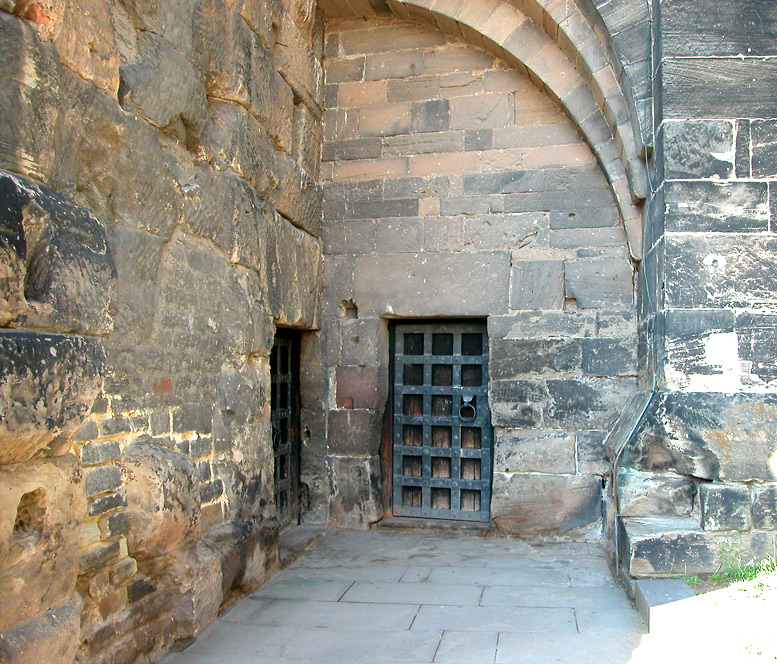
L'anomenada Cel·la de Simeó a la Porta Nigra
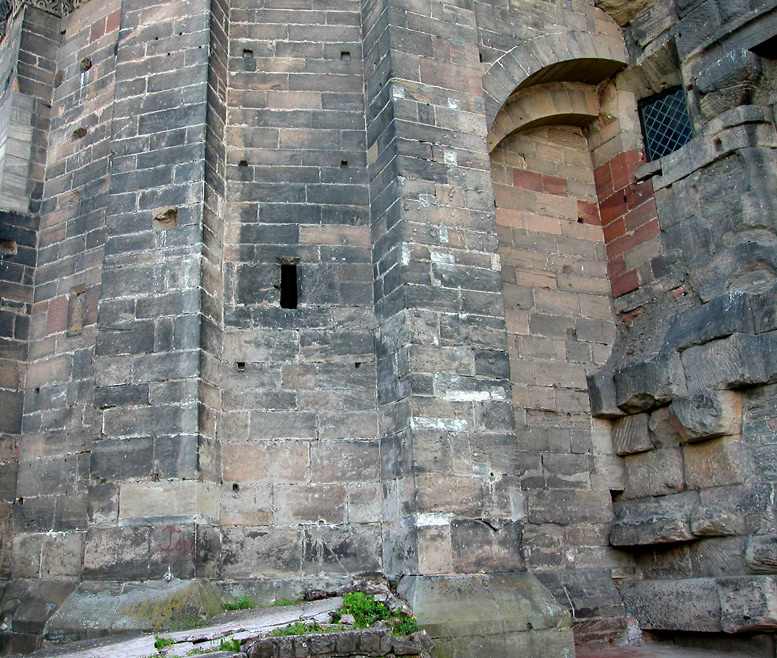
La cel·la de Simeó

## Veneració
Va ésser sebollit a la seva cel·la. Aviat començaren a atribuir-se miracles a la seva intercessió i es col·locà una escala perquè els pelegrins poguessin accedir-hi i venerar la tomba. Principalment, va ésser conegut a la regió renana.
L'abat Eberwin del monestir de Sankt-Martin, que l'havia conegut, va escriure la seva vida el mateix 1035. L'arquebisbe Poppus va enviar-la al papa Benet IX, que respongué amb una butlla de canonització; el bisbe va fundar llavors una col·legiata vora la tomba del sant, el Simeonstift ("monestir de Simeó"), i, en morir en 1047, ell mateix va fer-s'hi soterrar. El fet que fos un santuari va preservar la construcció romana, que esdevingué una església doble: el pati interior fou cobert i es dividí en pisos, i en les torres s'ubicaren sengles capelles, una al pis superior per als monjos i una altra a la primera planta per als fidels, mentre la planta baixa es tancava per a altres usos. La comunitat monàstica perdurà fins al 1802, quan Napoleó I la dissolgué, i el 1804 s'hi feren obres per restaurar la construcció original romana, conservant només l'absis de les construccions medievals.